# Sweet Sixteen (Lied)
Sweet Sixteen ist ein Lied des britischen Sängers Billy Idol, das im Oktober 1986 auf seinem dritten Studioalbum Whiplash Smile veröffentlicht wurde. Im April 1987 wurde es daraus als dritte Single veröffentlicht.

## Entstehung und Inhalt
Sweet Sixteen wurde von Idol geschrieben und von Keith Forsey produziert. Es ist von der wahren Geschichte von Edward Leedskalnin inspiriert, einem lettischen Emigranten, der das Coral Castle in Florida im Alleingang errichtete. In Lettland sollte Leedskalnin Agnes Skuvst heiraten, aber sie brach die Verlobung, und Leedskalnin beschloss daraufhin, nach Amerika auszuwandern. Er baute dort das Korallenschloss in Erinnerung an Skuvst, die er oft als seine Sweet Sixteen bezeichnete. Idol schrieb das Lied, nachdem er The Castle of Secrets gesehen hatte, eine Episode von Leonard Nimoys Sendung In Search of…, die auf das Coral Castle Bezug nahm. Darüber hinaus habe er auch den Ort besucht. Das Lied wurde bereits während der Entstehung von Idols Album Rebel Yell aus dem Jahr 1983 geschrieben.
In seiner Autobiografie von 2014 beschrieb Idol das Lied als „Klagelied von Herzen“. Er fügte hinzu, dass das Schloss Leedskalnins das „Korallendenkmal“ für seine frühere Liebe war, Sweet Sixteen jedoch Idols Denkmal für seine damalige Freundin Perri Lister.

## Musikvideos
Zwei Musikvideos wurden gedreht, um die Single zu promoten. In der Schwarz-Weiß-Version unter der Regie von Peter Sinclair spielte Idol das Lied in einem leeren Raum. Diese wurde über 15 Millionen Mal abgerufen (Stand: März 2020). Eine Einblendung zu Beginn zeigt Leedskalnin und den Satz „Love turned to stone“ („Liebe, die zu Stein geworden ist“). Ein zweites Video, das in Farbe gedreht wurde, zeigte Szenen, die am Coral Castle gedreht wurden.

## Veröffentlichung und Rezeption
Die Single wurde auf 7″, 12″ und Kassette von Chrysalis Records veröffentlicht. Die B-Seite war der Album-Track Beyond Belief. Auf der 12″-Single war auch ein weiterer Track aus dem Album, One Night, One Chance, enthalten. Die britische Ausgabe der 12"-Single, die auch in einigen anderen europäischen Ländern veröffentlicht wurde, enthielt stattdessen die Extended Version von Rebel Yell.
Sweet Sixteen erreichte Platz 20 in den USA und Platz 17 in Großbritannien. Es war auch ein Hit in ganz Europa und darüber hinaus, es erlangte Platz zwei in Deutschland, Platz fünf in Österreich und Platz zwölf in der Schweiz sowie Platz drei in Neuseeland. Das Lied wurde zudem in der Miami-Vice-Folge Honor Among Thieves? (1988) verwendet. In einer zeitgenössischen Rezension von Whiplash Smile schrieb der Rolling Stone, das Lied habe einen „akustischen Shuffle“, was „an die Textur“ von Idols 1984er Hit Eyes Without a Face erinnere. Das Billboard-Magazin bemerkte in seiner Rezension des Albums: „... ein schnelles Anspielen von World’s Forgotten Boy, Sweet Sixteen und Don’t Need a Gun gibt einen guten Hinweis darauf, dass Idol auf dem richtigen Weg rockt.“ In einer retrospektiven AllMusic-Rezension des Albums wählte Johnny Loftus den Song auch als eines der Highlights des Albums aus. Zum 30. Jahrestag des Albums beschrieb Ultimate Classic Rock den Song als „relativ zurückhaltendes akustisches Liebeslied“.